# Miniopterus robustior
Miniopterus robustior är en fladdermusart som beskrevs av Pierre Revilliod 1914. Miniopterus robustior ingår i släktet Miniopterus och familjen läderlappar. Inga underarter finns listade i Catalogue of Life. Populationen listades tidvis som underart till Miniopterus australis.

## Utseende
Arten är utan svans 43 till 49 mm lång, svanslängden är 37 till 46 mm och viktuppgifter saknas. Underarmarna är 39 till 42 mm långa, bakfötternas längd är 8 till 9 mm och öronen är 11 till 13 mm stora. Den bruna pälsen som täcker hela kroppen är på undersidan lite ljusare. Miniopterus robustior bär hår på svansflyghudens ovansida. Typisk är en tragus i örat som inte blir smalare fram till spetsen. Arten har längre öron och underarmar än sina närmaste släktingar.

## Utbredning och ekologi
Arten är bara känd från två öar (ingår i Loyautéöarna) som tillhör Nya Kaledonien. Öarna är upp till 100 meter höga. Exemplaren vilar i grottor tillsammans med andra fladdermöss från samma släkte. Kolonierna kan ha 1000 till 1500 medlemmar. Som föda antas insekter som saknar hårt skal. Skriket som används för ekolokaliseringen har sin starkaste intensitet vid 42 till 45 kHz. Dräktiga honor upptäcktes under oktober.

## Hot
Beståndet hotas av landskapsförändringar och av sabotage vid artens viloplatser. Öarnas utseende förändras även av olika introducerade djur. Befolkningen sätter skogen i brand för att skapa gräsmarker för det införda hjortdjuret Rusa timorensis. Utbredningsområdet är mycket begränsat. IUCN kategoriserar arten globalt som starkt hotad.